# Малеев, Пётр Иванович
Пётр Иванович Малеев (2 сентября 1924 — 15 апреля 1993) — командир орудия 266-го гвардейского армейского истребительно-противотанкового артиллерийского полка (8-я гвардейская армия, 1-й Белорусский фронт), гвардии сержант — на момент представления к награждению орденом Славы 1-й степени.

## Биография
Родился 2 сентября 1924 года в селе Спеваковка Новоайдарского района Луганской области.
В Красной Армии с 1942 года. В боях Великой Отечественной войны с февраля 1942 года. Воевал на Воронежском, Юго-Западном, 3-м Украинском и 1-м Белорусском фронтах. Участвовал в Воронежско-Ворошиловградской стратегической оборонительной и Среднедонской наступательной операциях, в освобождении Донбасса, форсировании Днепра, уничтожении никопольско-криворожской группировки противника, освобождении юга Украины в ходе Березнеговато-Снигиревской и Одесской операций, боях на ковельском направлении, форсировании Западного Буга, Вислы и Одера, боях под Лодзью, Познанью и Кюстрином ныне Костшин-над-Одрой, Польша. Войну закончил участием в Берлинской стратегической операции.
26 сентября 1944 года за мужество, проявленное в боях с врагом, гвардии сержант Малеев награждён орденом Славы 3-й степени. 4 марта 1945 года гвардии сержант Малеев награждён орденом Славы 2-й степени.
Указом Президиума Верховного Совета СССР от 15 мая 1946 года за мужество, отвагу и героизм гвардии сержант Малеев Пётр Иванович награждён орденом Славы 1-й степени.
В 1947 году демобилизован. Умер 15 апреля 1993 года.